# Michael Rawlins
Michael Rawlins is een Amerikaans acteur, geboren in de VS.

## Persoonlijk
Michael is een acteur die veel kleine rollen speelt in televisieseries en films. Hij is het meest bekend van zijn rol als Jordan Bonner in de serie Beverly Hills, 90210 (1992 - 1993). Ook speelde hij de rol van Martin Ehrenthal in de serie Total Recall 2070.

## Filmografie

### Films
Uitgezonderd korte films.
- 2012 – Should’ve Been Romeo - als uitsmijter
- 2005 – Knights of the South Bronx - als Lucien Dennis
- 2004 – Blade: Trinity - als Wilson Hale
- 2000 – Livin’ for Love: The Natalie Cole Story - als Chuck Jackson
- 2000 – Beautiful Joe - als Tommy
- 1999 – Lethal Vows - als John Hodges
- 1999 – Sweetwater - als Ian
- 1999 – Love Songs - als Monroe
- 1999 – Total Recall 2070 - als Martin Ehrenthal
- 1997 – Wounded - als agent Clark
- 1989 – Club Mario - als Co-Mc
- 1989 – Wolf - als Darren Claypoole

### Televisieseries
Uitgezonderd eenmalige gastrollen.
- 2020 - General Hospital - als agent Bryan Wagner - 2 afl.
- 2009 – Soul - als pastoor Clinton Brown – 5 afl.
- 2007 – The Best Years - als coach Gray – 4 afl.
- 2005 - 2006 - Intelligence - als Adam Spalding - 3 afl.
- 2001 - 2004 - Doc - als Wildman - 3 afl.
- 2001 Blue Murder - als inspecteur Al Phibbs - 2 afl.
- 1999 – Total Recall 2070 - als Martin Ehrenthal – 22 afl.
- 1992 - 1993 - Beverly Hills, 90210 - als Jordan Bonner - 6 afl.